# Feliks Grodzicki
Feliks Grodzicki herbu Łada (ur. ok. 1760, zm. 25 grudnia 1838 w majątku Topola) – tymczasowy prezydent Krakowa od 11 kwietnia do 31 lipca 1816 r., senator dożywotni Rzeczypospolitej Krakowskiej, radca prefektury departamentu krakowskiego.
Był synem Michała, kasztelana oświęcimskiego, i Zuzanny z Konarskich. Deszyfrant w kancelarii Stanisława Augusta Poniatowskiego. Był posłem na Sejm grodzieński, miał stać po stronie konfederacji targowickiej, członek konfederacji grodzieńskiej 1793 roku. W 1809 r. znalazł się w składzie krakowskiej Tymczasowej Rady Administracyjnej, potem na stanowisku radcy prefektury. Jako radca prefektury departamentu krakowskiego przystąpił do Konfederacji Generalnej Królestwa Polskiego w 1812 roku. Zyskał sobie względy Austriaków i został w 1815 r. dokooptowany jako członek asesor Komisji Organizacyjnej, gdzie z głosem doradczym brał udział przy opracowywaniu zasad prawno-ustrojowych Wolnego Miasta Krakowa. Tegoż roku został za sprawą prezesa Senatu Stanisława Wodzickiego mianowany dożywotnim senatorem (członkiem rządu) Rzeczypospolitej Krakowskiej, mimo iż był obywatelem Królestwa Kongresowego. Był kilkakrotnie posłem do Sejmu krakowskiego i jego marszałkiem, działał też w Wielkiej Radzie Uniwersytetu Jagiellońskiego.
Cieszył się poparciem prezesa Wodzickiego i uznaniem „dworów opiekuńczych”; w 1820, wyznaczony do zbadania zaburzeń wywołanych przez studentów Uniwersytetu, przedłożył (30 września) idący w stronę ograniczenia autonomii uczelni projekt nowelizacji tzw. „Statutu Akademickiego” (a. „Statutu organicznego”), następnie został członkiem komitetu wyznaczonego do wdrożenia tych zmian. W  1821 został komisarzem rządowym Uniwersytetu, a w 1831, po zniesieniu urzędu kuratora (którym z nadania Nowosilcowa od 1826 był generał Józef Bonawentura Załuski) brał udział w działaniach mających na celu kolejną reformę oświaty. Odznaczony był orderem Orderem Świętego Stanisława III klasy oraz Orderem Leopolda